# Chrysomela lapponica
Chrysomela lapponica é uma espécie de artrópode pertencente à família Chrysomelidae.